# Ruth Ager
Ruth Maria Ager i riksdagen kallad Ager i Ulvsunda, född 20 november 1904 i Stockholm (Adolf Fredrik), död 20 december 1975 i Stockholm (Hedvig Eleonora), var en svensk rektor och undervisningsråd samt folkpartistisk politiker.
Ager var riksdagsledamot 1949–1956 i andra kammaren för Stockholms stads valkrets. I riksdagen ägnade hon sig främst åt skolfrågor, och hon var bland annat ledamot i allmänna beredningsutskottet för andra kammaren 1950–1952. Hon var också ordförande i Svenska facklärarföreningen 1948–1961 och undervisningsråd i Skolöverstyrelsen 1964–1970.